# Gelato
Il gelato è una preparazione alimentare a base di latte, zucchero e vari aromi, portata allo stato solido e pastoso mediante congelamento e contemporanea agitazione; il tutto posteriormente all’impiego delle materie prime utilizzate per la sua fabbricazione e destinate alla vendita e al consumo in tale stato.

## Storia

### Antichità
Le origini del gelato sono oggetto di dibattito. Nell'antichità, probabilmente, si refrigeravano frutta, latte, miele e altri alimenti per preservarli e in seguito popoli dediti all'allevamento hanno conosciuto il latte ghiacciato, disponibile nel periodo invernale.

### Antenati del gelato in Cina
Secondo un'opinione diffusa, il vero e proprio gelato avrebbe avuto origine in Cina. Tracce di antenati dell'alimento, ottenuti con miscele di riso stracotto, latte e spezie che venivano solidificate tramite l'immersione nella neve risalgono in Cina al 2000 a.C.
Durante la dinastia Tang (618-907) si ha notizia di prodotti caseari ghiacciati, fra cui una pietanza preparata con kumiss, latte riscaldato e fermentato, con aggiunta di farina e foglie di canforo e refrigerato prima di essere servito.
Una seconda testimonianza risale al poeta Yang Wanli (1127-1206) che lodò il latte congelato, servito in una forma croccante, che tuttavia si scioglieva al sole.

### Antenati del gelato nel Medio Oriente
Un'altra teoria vuole invece che il dolce abbia attecchito dai sorbetti che si preparavano anticamente nel Medio Oriente. Inizialmente, si trattava solo di succo d'uva versato sopra la neve raccolta in montagna o prelevata da apposite camere sotterranee chiamate yakhchal, le antiche ghiacciaie persiane. Secondo la leggenda, un servitore ubriaco versò per sbaglio del vino syrah sulla neve e portò la sua creazione al re, tale forma di gelato comparve intorno al 500 a.C.
Il progenitore del gelato, il sorbetto, parrebbe nato proprio in Persia, con il nome di sharbath: è documentato che nell'antichità e ininterrottamente per tutto il medioevo i Persiani consumavano in grande quantità ghiaccio arricchito da frutta e succhi di frutta. Già nel 1226 la ricetta del sorbetto appare in un ricettario compilato da Muhammad al Baghdadi.
Nel mondo arabo si diffuse quindi lo sherbet di origine persiana (dove veniva chiamato sharbat), un dessert ghiacciato a base di frutta, acqua, zucchero, spezie e latte o crema di latte.
La coltivazione della canna da zucchero viene importata in Sicilia dagli Arabi nel IX secolo. Lo zucchero è l'ingrediente principale per la preparazione del sorbetto: gli Arabi erano soliti preparare infusi a base di acqua, zucchero, erbe e spezie. I sorbetti venivano raffreddati attraverso il processo endotermico provocato dall'aggiunta di sali nel ghiaccio: questo era il modo di congelare i sorbetti, ponendoli in recipienti circondati da ghiaccio e sale.
Questa tradizione fu importata anche in Sicilia dove alcuni ritrovamenti testimoniano l'esistenza di ghiacciaie sulle Madonie e sui Nebrodi: fosse naturali o costruzioni dell'uomo servivano a conservare la neve durante il periodo invernale per poi essere venduta in blocchi durante le stagioni primaverile ed estiva. Lo scrittore arabo Ibn Ankal scrive: «Lungo la spiaggia, nei dintorni di Palermo, cresce vigorosamente la canna di Persia e copre interamente il suolo; da essa il sugo si estrae per pressione.» Inoltre in Sicilia abbondavano il sale marino e la neve (sull'Etna, sui monti Iblei, sulle Madonie e anche monti Nebrodi dove enormi nevai artificiali rifornivano in estate tutta la zona costiera).

### L'età moderna
Nel tardo Medioevo comparvero in Italia antenati del gelato moderno basati su latte e frutta ghiacciata. Una ricetta viene riportata anche ne Il Milione.
Tra le diverse specialità culinarie che Caterina de' Medici introdusse nella corte francese vi era anche un dessert semifreddo cremoso. Secondo alcune fonti, la nascita del gelato, nel XVI secolo,  è da attribuire all'architetto fiorentino Bernardo Buontalenti.
Tra il 1560 e il 1570 Blasius Villafranca, un medico spagnolo che viveva a Roma, scoprì (o molto più probabilmente riscoprì e pubblicò) che il salnitro rendeva semplice la creazione di ghiaccio artificiale e un congelamento più rapido, permettendo tra l'altro l'invenzione culinaria delle bombes glacées.
A metà del Seicento, il sorbetto era consumato anche a Firenze, in Spagna e a Parigi, ma soprattutto a Napoli, che si segnalava come la città dei migliori sorbettieri. Il francese Enrico II di Guisa, nelle sue memorie del 1647, scrisse che a Napoli i sorbetti di ogni genere erano deliziosi e migliori che in qualunque altro paese. Nel 1692, il cuoco Antonio Latini scrisse ne "Lo scalco alla moderna" che a "Napoli pare ch’ogn’uno nasca, col genio, e con l’istinto di fabricar Sorbette".
Nel 1671 un piatto di "gelato" fu servito al tavolo reale di Carlo II d'Inghilterra. Un "gelato" come dessert fu servito anche in una cena di gala a Stoccolma nel 1688. Questi "gelati" erano prodotti con panna, frutti e aromi, senza uova e contenevano molti cristalli di ghiaccio.

### Il gelato moderno

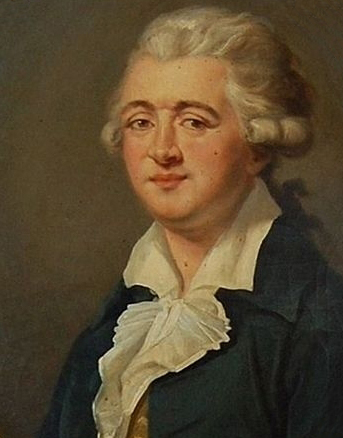
Francesco Procopio dei Coltelli

La Sicilia fu la prima regione d'Italia dove, già verso la fine del XVII secolo, si diffuse il consumo delle creme gelate come il sorbetto, che entrò a far parte dei menù estivi dell’aristocrazia palermitana, divenendo una tradizione gastronomica quelli al limone e all’arancia. Notizie certe riguardo l’invenzione del gelato riguardano Il siciliano Francesco Procopio dei Cutelli, partendo da Aci Trezza o Palermo arrivò fino a Parigi, dove aprì nel 1686 un locale tuttora esistente, il Café Procope, in cui si serviva una grande varietà di gelati; era riconosciuto dai francesi come "limonadieur".  In seguito, dato l'enorme successo ottenuto, si spostò in una nuova e più grande sede (oggi in rue de l'Ancienne Comédie), di fronte alla "Comédie Française" (il teatro, fondato nel 1680, si sarebbe poi spostato nella sede attuale nel 1799).
Nel 1775 fu pubblicato a Napoli il trattato De' Sorbetti, opera scientifica del professore universitario di Medicina Filippo Baldini, in cui si faceva distinzione tra sorbetti all'acqua e sorbetti al latte.
Napoli era la città di maggior consumo di bevande e cibi ghiacciati e quella dove il sorbetto divenne sempre più cremoso, con cristalli di ghiaccio meno percepibili al palato. Gli artigiani napoletani inventarono spumoni, coviglie e altri tipi di gelati-sorbetti cremosi che fecero impazzire di golosità Giacomo Leopardi durante il suo soggiorno partenopeo.
Nel 1840, il viaggiatore tedesco Carlo Augusto Mayer scrisse nel suo diario Neapel und die Neapolitaner che "in nessun luogo si fanno gelati così eccellenti e a buon mercato come a Napoli. D’estate e d’inverno se ne fanno di tutti i frutti, o più liquidi in bicchieri, o più solidi in pezzi rotondi; oppure - e questo è il trionfo dell’arte - simili a una spuma".
Una serie di innovazioni tecniche, come la gelatiera a manovella (brevettata nel 1843 da Nancy Johnson), portarono alla diffusione più ampia del gelato e infine alla produzione industriale. In Italia a fine Ottocento il gelatiere napoletano Domenico Pepino portò a Torino la "Vera Gelateria Artigiana Napoletana" Pepino. La bottega propose in seguito un gelato noto come Pinguino, il primo gelato da passeggio con stecco, e divenne fornitrice della Casa Reale.
Nel 1908 il gelataio napoletano Salvatore Lezza portò la ricetta degli spumoni negli Stati Uniti, dove il gelato napoletano divenne elemento tipico della cultura popolare. Ogni 21 agosto si celebra il "National Spumoni Day".
Nel 1911 fu pubblicato il Trattato di Gelateria, il primo ricettario dedicato alla gelateria pubblicato in Italia, del perugino Giuseppe Enrico Grifoni, artigiano che aveva appreso i segreti del mestiere a Napoli e aperto una fortunata gelateria a Bologna. Fu il gelatiere preferito di Giosuè Carducci, che lo soprannominò “il napoletano di Bologna” alludendo al lungo soggiorno nella città campana in cui aveva imparato l’arte.
Tra le varie scuole che si sono distinte nel tempo nella fabbricazione ed esportazione all'estero della cultura italiana del gelato, oltre alla napoletana e alla siciliana, vi è da fine XIX secolo quella veneta, in particolare quella della Val di Zoldo, del Cadore della provincia di Belluno. In particolare, i gelatai bellunesi furono i primi a diffondere popolarmente il gelato italiano in Europa, prima tramite l'emigrazione stagionale e poi aprendo numerosi locali in diversi paesi (soprattutto in quelli di lingua tedesca). Un gelataio cadorino, Italo Marchioni, nel 1904 inventò il cono gelato, un contenitore fatto di cialda con la parte aperta verso l'alto da riempire con il gelato (a palline o con una spatola). Il gelataio napoletano Spica rivestì il cono internamente con uno strato isolante di cioccolato, olio e zucchero, e lo riempì di gelato alla crema di latte ricoperta di cacao magro con granella di mandorle e nocciole. L’idea fu battezzata con il nome di Cornetto e brevettata nel 1961, per poi essere acquistata dalla multinazionale Unilever, proprietaria fra gli altri del marchio Algida.
Il gelato più grande del mondo è stato realizzato nel 2011 a Rimini durante la 32ª edizione del Salone Internazionale gelateria, pasticceria e panificazione artigianale. Il cono, realizzato con oltre 2000 cialde, era alto 2,81 metri e pesava 70 kg. A capo della squadra di 7 artigiani che hanno compiuto l'opera, il cioccolatiere Mirco Della Vecchia.

## Descrizione
Dal punto di vista produttivo e della lavorazione, esistono due varietà distinte di gelato: il gelato artigianale e il gelato industriale o confezionato.

### Gelato artigianale

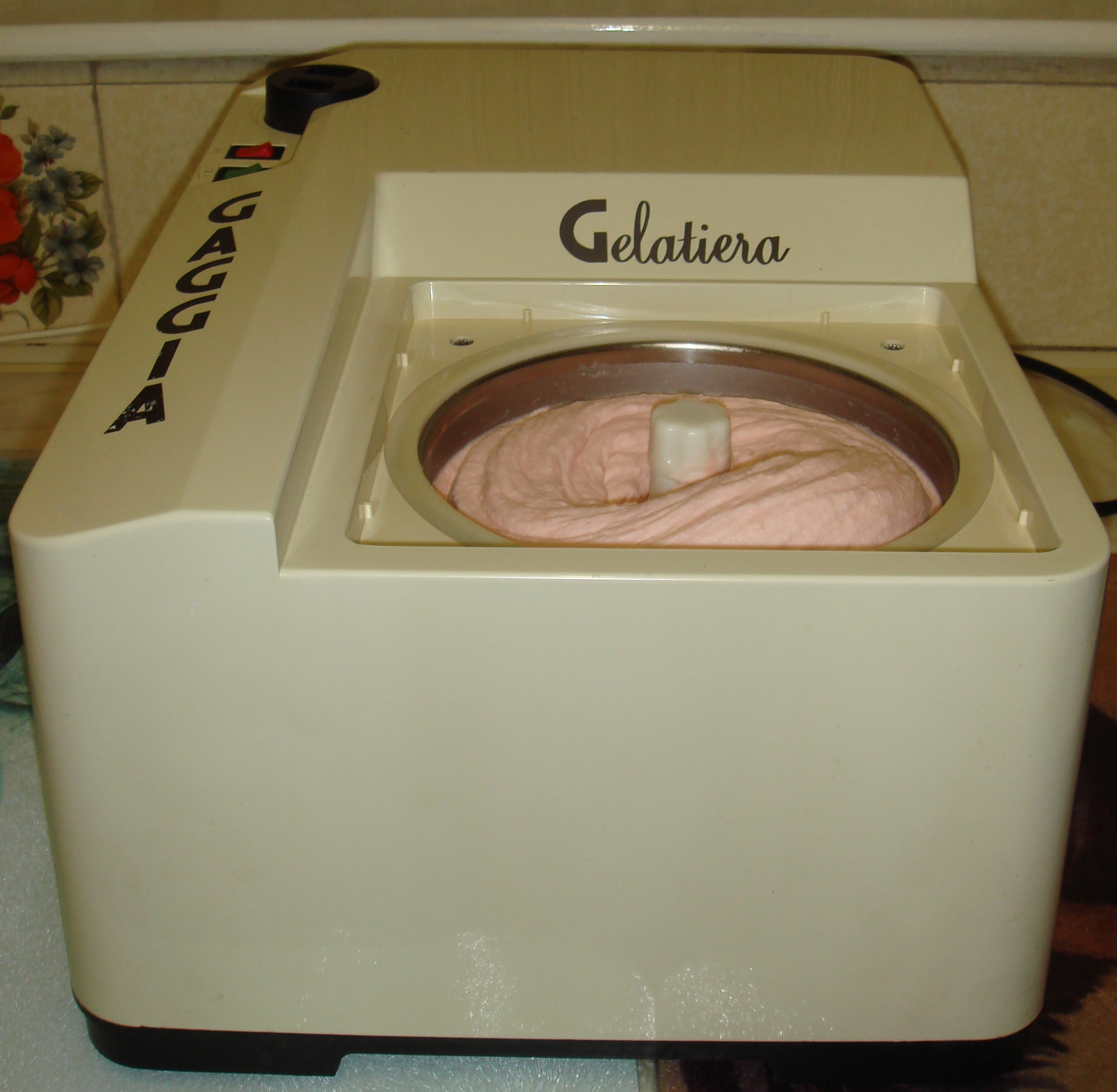
Gelatiera elettrica casalinga

Questo tipo di gelato è caratterizzato dall'uso di ingredienti specifici per gelateria e materie prime fresche. Rispetto a quello industriale può presentare le seguenti differenze:
- il prodotto è solitamente fresco e prodotto dallo stesso rivenditore;
- la produzione avviene grazie a macchine discontinue con cilindro aperto;
- minor quantità di grassi (6-10% in quello prodotto artigianalmente 8-12% in quello industriale);
- minor quantità d'aria (parametro noto come overrun: max 35% negli artigianali, min 70% in quelli industriali).

Nel gelato artigianale propriamente detto, l'ingrediente presente in maggiore quantità è il latte (almeno il 60 per cento) seguito dagli zuccheri (14~24 per cento) e dalla panna (5~20 per cento). Spesso è presente anche una certa quantità di latte magro in polvere per garantire un adeguato apporto di proteine e solidi del latte, di vitale importanza per il mantenimento della struttura: il lattosio presente in circa il 50% serve per assorbire l'acqua libera mentre le proteine per dare corpo e stabilità.
La ricetta di un buon gelato artigianale, oltre alla selezione di ingredienti di alta qualità, dovrà presentare un corretto bilanciamento dei componenti solidi dei vari ingredienti. Tali componenti sono il grasso vaccino, unito talvolta a quello del tuorlo d'uovo di gallina, gli zuccheri (di cui alcuni con la funzione di anticongelante come il destrosio), i solidi magri del latte. Si trovano anche altri ingredienti solidi, quali stabilizzanti dell'emulsione acqua-grasso, addensanti di legame per l'acqua, solidi diversi da grassi, zuccheri e magri del latte e presenti nella ricetta per effetto di determinati ingredienti, come per esempio i prodotti derivati dal cacao, semi a guscio (nocciola, pistacchio, mandorla, noce, pinoli).

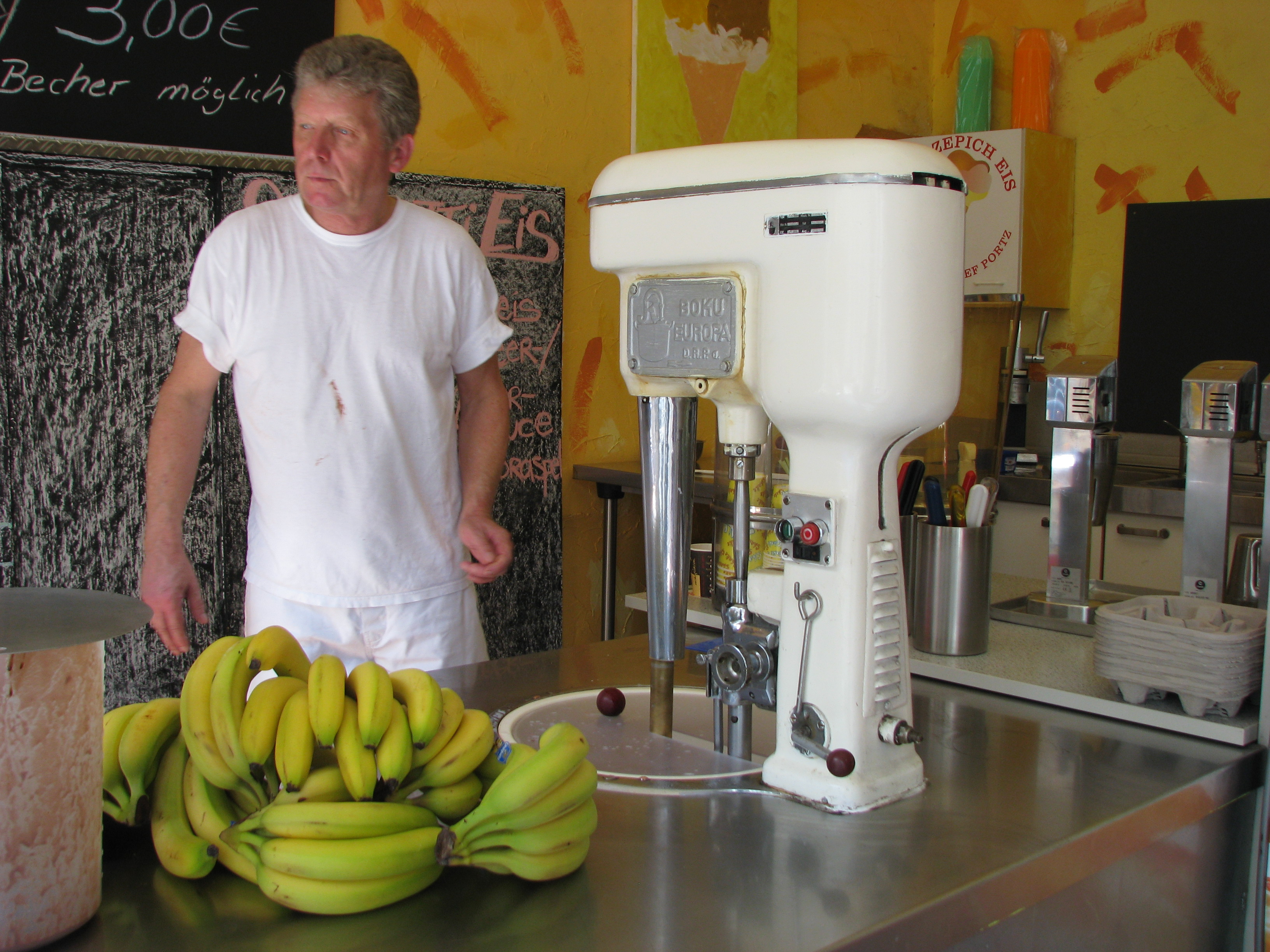
Gelatiera elettrica Boku Europa

La miscela base per i gusti deve essere sottoposta a pastorizzazione al fine di renderla igienicamente sicura e di ottenere un miglior legame tra componenti solidi e acqua, risultante in una struttura più stabile e una tessitura più cremosa nel prodotto finale. Nel gelato artigianale di frutta all'acqua, noto popolarmente come sorbetto, sono tipicamente assenti ingredienti quali latte e suoi derivati (laddove presenti il prodotto perde le sue caratteristiche di dessert freddo privo di grassi e di lattosio); taluni operatori ne fanno comunque uso in base a usi alimentari locali o per sopperire all'incapacità tecnica di ottenere un prodotto ugualmente cremoso. I rimanenti ingredienti sono la frutta (dal 25 al 60 per cento in peso sul totale) e gli zuccheri aggiunti (intorno al 25 per cento). Dal momento che il sorbetto è in media meno cremoso del gelato, alcuni gelatieri aggiungono comunque grassi o latte per migliorarne la consistenza e rendere così il prodotto finito apprezzabile da una più vasta gamma di consumatori.

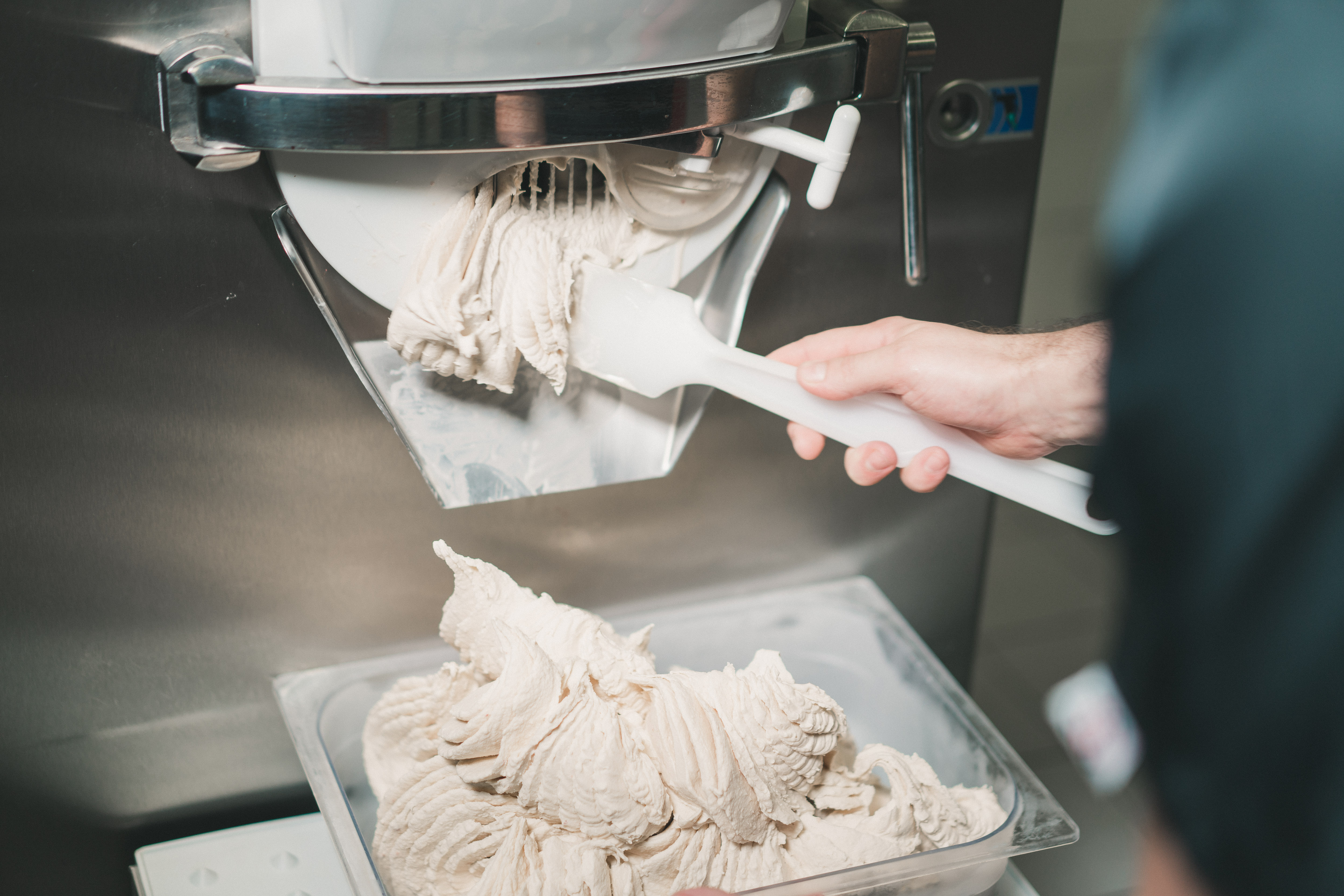
Macchina combinata per la produzione di gelato artigianale

I gelatieri che invece prediligono un più rigoroso rispetto della tradizionale formula del sorbetto non ne fanno uso, riuscendo, in taluni casi e in virtù di conoscenze tecniche più spinte o più semplicemente grazie alla disponibilità di migliori materie prime (frutta di migliore qualità, di stagione e matura) e all'utilizzo di tre o quattro tipi di zuccheri semplici invece del solo saccarosio (con peso molecolare più alto dando più compattezza al gelato finito e con potere dolcificante più basso ottenendo un gelato più delicato), a ottenere un prodotto dalle caratteristiche simili a quello con la presenza di grassi aggiunti.
La preparazione del gelato avviene mediante l'uso di macchine che consentono la gestione delle varie fasi. L'Italia è l'unica nazione al mondo dove il gelato artigianale copre il 55% del mercato, grazie alla copertura capillare, la storia, la tradizione, l'abitudine del gelato da passeggio e la professionalità degli addetti. Negli ultimi anni, l'aumento di allergie, intolleranze alimentari e celiachia, ha favorito la diffusione di gusti vegetali senza glutine e soprattutto senza lattosio (usando latte di riso o di soia), o a base d'acqua (frutta).

#### Semilavorati per gelateria
Nei gelati artigianali possono essere impiegati ingredienti composti, altrimenti detti semilavorati: una miscela di componenti del gelato artigianale preparata da aziende specializzate. Questo è dato dal fatto che negli ultimi anni è aumentato notevolmente il numero dei gusti esposti e si è cercato di semplificare il processo produttivo partendo da un gusto bianco (fiordilatte) di base a cui aggiungere le paste. La maggioranza delle gelaterie italiane, storiche e no, fa uso di basi per gelato.
In gelateria, gli ingredienti semilavorati nascono da alcune necessità pratiche: tra queste, l’esigenza di conservare le materie prime, la loro funzione di leganti, la riduzione dei tempi di preparazione, le garanzie igieniche. Tutti elementi che i gelatieri, a seconda del loro tipo di attività, dei gusti della clientela, della stagionalità, devono prendere in considerazione nella scelta di come preparare il gelato, valutando se e come ricorrere all’ausilio di questi prodotti. 
I primi prodotti che comparvero sul mercato con la funzione di leganti, al posto di uova e zucchero, furono la farina di semi di carruba o di guar, la gelatina o la pectina, prodotti naturali dalle proprietà addensanti e collanti. A differenza di uovo e zucchero, il Neutro garantiva risultati più sicuri.Non ebbero difficoltà, pertanto, ad affermarsi altri prodotti come la farina di semi di carruba o di guar, la gelatina o la pectina, prodotti naturali dalle proprietà addensanti e collanti. Non apportando nulla dal punto di vista organolettico, vennero definiti Neutri. A differenza di uovo e zucchero, il Neutro garantiva risultati più sicuri.
Dopo un’iniziale fortuna, i Neutri tuttavia rivelarono alcuni difetti: era necessario un loro dosaggio estremamente corretto e preciso, e chi lavorava con quantità limitate riscontrava difficoltà a pesare la sostanza senza oltrepassare i quantitativi previsti. Così vennero introdotte le Basi, le quali consentivano un più facile dosaggio dei Neutri. Le prime Basi contenevano miscele di stabilizzanti ed emulsionanti nonché altri ingredienti atti a ottenere un prodotto finale ben bilanciato. Attualmente la gamma delle miscele basi è ampia e diversificata, e consente all’artigiano gelatiere di far fronte alle numerose esigenze che cambiano a seconda dei gusti dei consumatori e delle stagioni. Si va dalle basi da utilizzare per realizzare i gelati a base latte a quelle per i gelati di frutta; alcune rendono il gelato più cremoso, morbido e caldo, altre più leggero e delicato.
A prescindere dal tipo di preparazione che un gelatiere ha deciso di adottare, utilizzando materie primarie o ricorrendo totalmente o parzialmente all’impiego di prodotti semilavorati, nella preparazione di un gelato artigianale è fondamentale l'utilizzo di stabilizzanti, addensanti ed emulsionanti, i quali influiscono in maniera determinante sulla microstruttura del gelato e contribuiscono alla stabilità fisico-chimica del prodotto finito. Gli effetti della loro azione sono alquanto simili anche se la loro specifica funzione e chiaramente diversa l'una dall'altra.
Altro tipo di ingredienti composti è rappresentato dalle Paste Insaporenti, o aromatizzanti. Tra queste ci sono le tradizionali paste di semi oleosi come cioccolato, nocciola, pistacchio, mandorla, ma anche quelle che si utilizzano per gusti più originali, come tiramisù, mascarpone, yogurt, fino ad arrivare a una vasta scelta di marmellate di frutta di ogni gusto.
Per il gelatiere artigiano le paste sono un elemento di grande importanza per produrre un’estesa gamma di gusti in quantità limitata, perché consentono di ridurre i tempi nella preparazione o di migliorare il sapore qualora, ad esempio, la frutta di stagione sia ancora acerba. Il loro vantaggio principale è la versatilità, che consente all’artigiano di personalizzare la miscela, dare il proprio tocco personale e sfoggiare tutta la professionalità che possiede.
Sono prodotti fluidi, ovvero umidi: per questo il controllo macrobiologico effettuato su di essi da parte delle case produttrici è rigoroso, sia nella fase della ricezione delle materie prime, sia nella lavorazione, sia in sede di controllo di qualità. L’uso dei semilavorati è una garanzia per il consumatore dal punto di vista di sicurezza e igiene. Il loro contenuto macrobiologico è sempre certificato, solitamente a livelli molto bassi e privo di germi patogeni: le aziende produttrici infatti richiedono materie prime rigorosamente garantite dall’assenza di OGM.
Infine esistono gli ingredienti composti pronti per l’uso: preparati in pasta, in polvere o liquidi, dalla composizione completa (già contenenti ingredienti di base ed ingredienti caratterizzanti). Consentono ai gelatieri di preparare gelati alle creme o alla frutta, con la sola aggiunta di acqua e/o latte, secondo le rispettive ricette in tempi più rapidi. Utilizzati nelle produzioni di gelato insieme alla frutta fresca valorizzano e rafforzano il sapore della frutta anche in periodi extrastagionali. Tali prodotti possono in alternativa essere personalizzati a seconda della creatività del gelatiere e garantiscono un perfetto bilanciamento, una costanza qualitativa e la massima sicurezza alimentare.

#### Emulsionanti
È consentito per legge usare nel gelato artigianale emulsionanti allo scopo di dare sofficità al composto anziché usare le uova pastorizzate.

### Gelato industriale
Questo tipo di gelato è caratterizzato dal fatto di essere prodotto molti mesi prima del consumo, con l'impiego di preparati e di materie prime come latte in polvere, succhi di frutta concentrati, e di additivi come coloranti, emulsionanti, stabilizzanti e aromatizzanti. I gelati industriali vengono detti anche soffiati, perché prodotti con l'introduzione di aria, durante la fase di gelatura, fino al 100-130 per cento, per cui diventano molto soffici e leggeri.
Poiché vengono distribuiti anche in zone lontane dal luogo di produzione, i gelati industriali necessitano il supporto di una efficace catena del freddo. La mantecazione consente la trasformazione di una miscela liquida in gelato tramite l'azione del freddo, l'inclusione di aria, e la continua agitazione. I gelati "mantecati" vengono proposti al consumatore nel classico cono, in coppette o in coppe, e i principali tipi sono alla frutta (incluso il sorbetto), alle creme, allo zabaione e allo yogurt.

### Tipi di gelato in base agli ingredienti

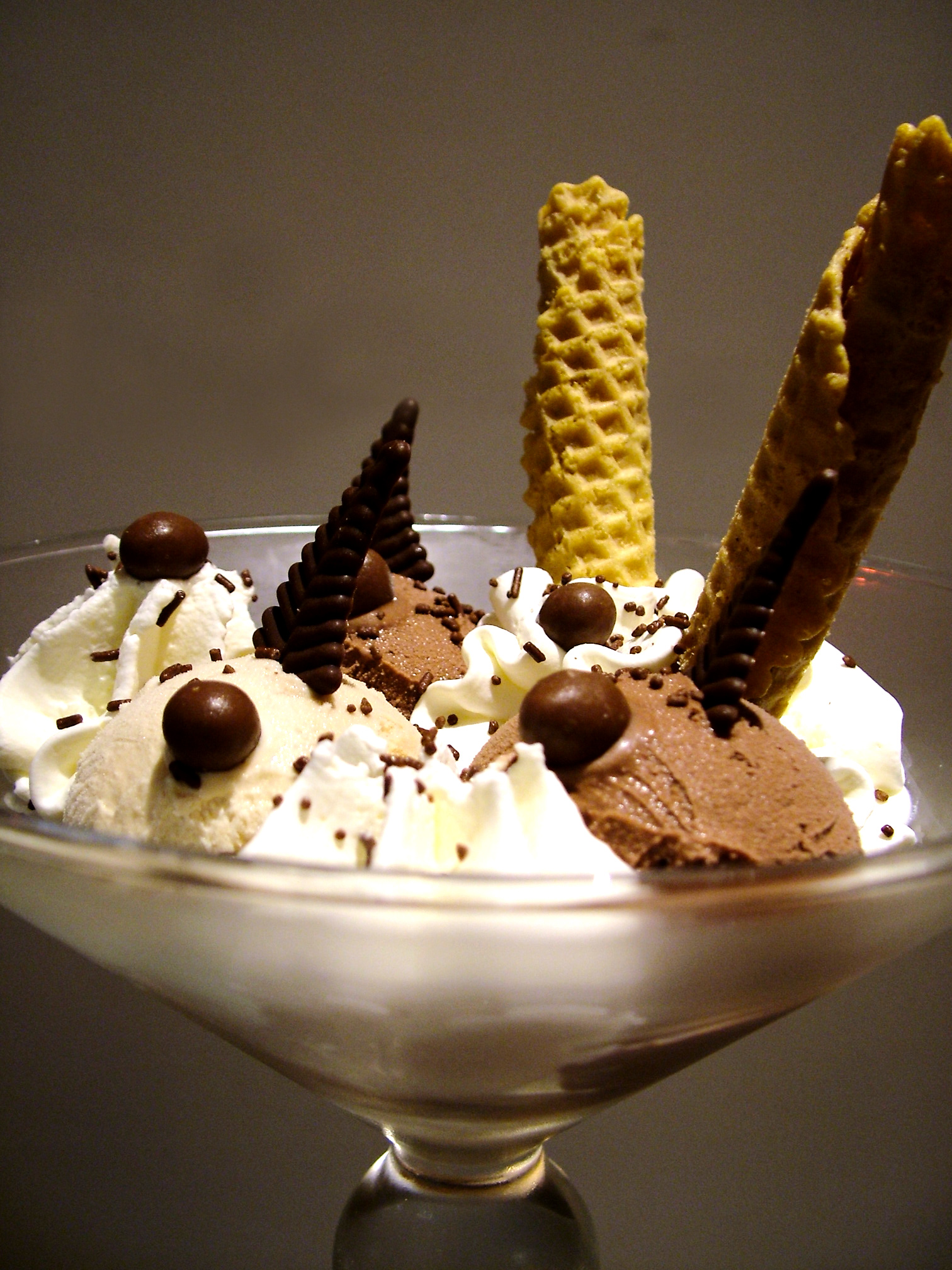
Coppa di gelato alla nocciola con panna

A seconda degli ingredienti impiegati, i gelati si dividono in:
gelato artigianale: con un overrun (quantitativo percentuale di aria incorporata durante la mantecazione) massimo del 40% stabile,
ice cream (o gelato industriale): con un overrun medio dell'80% sulla miscela totale
- gelati al latte (o creme) contenenti il 32% di sostanza secca totale;
- gelati di frutta (o frutte) se composti da almeno il 15% di frutta (10% per gli agrumi), il 18% di zuccheri, il 28-31% di residuo secco totale.

Gli ingredienti principali del gelato sono: latte, panna, zucchero, uova, frutta, miele, mascarpone frutta secca, cacao o cioccolato, caffè, ecc. Tra i gusti ci sono la crema, il fiordilatte, il cioccolato e il cioccolato con nocciole (spesso detto bacio che in effetti è la gianduia), la stracciatella, il torrone e la nocciola. Nei gusti alla frutta il limone e la fragola, oltre alle infinite possibilità offerte dall'avvicendarsi delle stagioni: mela, pera, arancia, ribes, lampone, mirtillo, pesca e frutti tropicali. Spesso per praticità si usa frutta surgelata all'origine, solo polpa già pulita e commercializzata da ditte specializzate.

## Varianti
Nel subcontinente indiano viene preparato il kulfi, un dolce simile al gelato ma dalla consistenza più densa.